# Madre de Dios (album)
Madre De Dios è il secondo album dei Dozer, pubblicato il 6 marzo del 2001 dalla Man's Ruin Records. Tutte le tracce sono state registrate a marzo 2000 al Rockhouse Studio di Borlänge, Svezia, ad eccezione di Octanoid, che è stata registrata nell'Agosto dello stesso anno.  Tutte le tracce sono state missate e prodotte dai Dozer con Bengt Backe.

## Tracce
1. Let The Shit Roll – 2:43
2. Freeloader – 4:15
3. Soulshigh – 4:21
4. Octanoid – 3:28
5. Earth Yeti – 3:24
6. Full Circle – 4:59
7. Mono Impact – 2:29
8. Early Grace – 4:49
9. TX-9 – 5:38
10. Thunderbolt – 3:28

## Formazione
- Fredrik Nordin - voce, chitarra ritmica
- Tommi Holappa - chitarra solista
- Johan Rockner - basso
- Erik Bäckwall - batteria
- Daniel Linden - congas in Earth Yeti